# 178
179 је била проста година.

## Догађаји
- Брутија Криспина се удаје за Комода, и добија титулу Августа.
- Цар Марко Аурелије и његов син Комод стижу у Карнунт у Панонији, и путују на Дунав да се боре против Маркомана.
- Последња (7.) година Ксипинг ере и почетак Гуангхе ере кинеске династије Хан.
- У Индији почиње пропадање Кушанског царства.
- Сасаниди преузимају централну Азију.
- Монтанистичка јерес је први пут осуђена

## Смрти
- Агрипин Александријски хришћански епископ и светитељ

## Дани сећања
Види такође: године - дани<>